# Lee Marrow
Lee Marrow (Francesco Bontempi, * 23. Juli 1957 in Marina di Carrara) ist ein italienischer DJ und Sänger, der Mitte der 1980er Jahre, während der Italo-Disco-Welle, erfolgreich war. Sein größter Hit wurde 1985 Shanghai.

## Biografie
Francesco Bontempi begann seine musikalische Laufbahn 1970 als Schlagzeuger in verschiedenen lokalen Gruppen. Ab 1974 arbeitete er als DJ in italienischen Clubs, wodurch er immer mehr Bekanntheit erlangte. So kam es Mitte der 1980er Jahre zu einem Plattenvertrag als Lee Marrow.
Mit der von Severo Lombardonis Lombardoni Edizioni Musicali produzierten Single Shanghai gelang der Einzug in die Top 10 in Deutschland und der Schweiz sowie in die österreichischen Top 20. Die Nachfolgesingle Sayonara (Don’t Stop) schaffte lediglich in Deutschland den Charteinstieg (Platz 24). Pain und Movin’ / Pain erreichten 1990 untere Ränge der englischen Hitparade. Weitere kommerzielle Erfolge blieben aus.
Lee Marrow veröffentlichte bis 1993 diverse Singles und Best-of-Alben. 1994 gründete Bontempi mit der Brasilianerin Olga de Souza das Duo Corona, dessen Single The Rhythm of the Night ein Nummer-eins-Hit in Italien und ein Top-10-Hit in vielen anderen Ländern Europas wurde.

## Diskografie

### Alben
- 1990: The Album
- 1995: The Best of Lee Marrow
- 1998: Best of Lee Marrow

### Singles und EPs
- 1985: Shanghai
- 1985: Shanghai (Remix)
- 1985: Sayonara (Don’t Stop …)
- 1985: Cannibals (Baa-Boù – Baa Boù)
- 1986: Mr. Fantasy
- 1987: Don’t Stop the Music
- 1989: Pain
- 1989: Lot to Learn
- 1990: Movin’
- 1990: Do You Want Me (feat. Lipstick)
- 1990: Movin’ / Pain (Remixes)
- 1990: Pain / Lot to Learn
- 1990: To Go Crazy (In the 20th Century)
- 1991: The 12" Collection EP
- 1991: Da Da Da (Dance to the House)
- 1992: I Want Your Love (feat. Charme)
- 1993: Baby, I Need Your Love (feat. Ce Ce Houston)
- 1993: Try Me Out
- 1993: Biggest Dick (& the Love Tools)